# پیورو
پیورو (به ایتالیایی: Piuro) یک شهرستان (کومونه) در استان سوندریو، در ناحیهٔ لمباردی ایتالیا است. جمعیت آن در دسامبر ۲۰۰۴، ۱٬۹۳۸ نفر بوده است. پیورو از شمال با سوئیس هم‌مرز است. مساحت آن ۸۵٫۴ کیلومتر مربع می‌باشد.